# 825

## Родени
- Лудвиг II (починал 875 г.)